# Bohlberg (Naturschutzgebiet)
Der Bohlberg ist eine Erhebung des Hils und ein Naturschutzgebiet in Niedersachsen im gemeindefreien Gebiet Grünenplan im Landkreis Holzminden.

## Naturschutzgebiet
Das Naturschutzgebiet mit dem Kennzeichen NSG HA 198 ist 110 Hektar groß. Es steht seit dem 3. August 2000 unter Naturschutz. Zuständige untere Naturschutzbehörde ist der Landkreis Holzminden.
Das Naturschutzgebiet liegt südwestlich des Delligsener Ortsteils Kaierde auf Bohlberg und Hohesteinskopf an der Ostseite des zur Hilsmulde geneigten Hils-Rückens. Das Naturschutzgebiet wird von Hainsimsen-Buchenwald, auf sandigen Standorten kleinflächig auch von Traubeneichen-Buchenwald mit einem hohen Anteil an Alt- und Totholz geprägt. Daneben sind mit Fichten, Lärchen und Douglasien auch standortuntypische Nadelholzbestände zu finden, die in naturnahe Buchenwaldbestände umgewandelt werden sollen.
Das Waldgebiet verfügt über ein für das Gebiet charakteristisches, bewegtes Relief mit tiefen Kerbtälern, mäßig bis steil geneigten Hängen, Mulden, Rücken- und Plateaulagen bis hin zu schmalen Kämmen und Kuppen.